# Gibbovalva singularis
Gibbovalva singularis är en fjärilsart som beskrevs av Bai och Li 2008. Gibbovalva singularis ingår i släktet Gibbovalva och familjen styltmalar.
Artens utbredningsområde är Hongkong (Kina). Inga underarter finns listade i Catalogue of Life.